# جسیکا پراتو
جسیکا پراتو (انگلیسی: Jessica Parratto؛ زادهٔ ۲۶ ژوئن ۱۹۹۴) شیرجه‌رو زن اهل ایالات متحده آمریکا است.
وی در مسابقات کشوری و بین‌المللی در مجموع برندهٔ ۱ مدال نقره شده‌است.